# Pipa snethlageae
Pipa snethlageae är en groddjursart som beskrevs av Müller 1914. Pipa snethlageae ingår i släktet Pipa och familjen pipagrodor. IUCN kategoriserar arten globalt som livskraftig. Inga underarter finns listade i Catalogue of Life.